# Джубга – Сочі
Джубга — Сочі — газопровід на півдні Росії, введений в експлуатацію у 2011 році.
Станом на 2000-ні роки до головного російського курортного району на узбережжі Чорного моря вже надходило блакитне паливо за допомогою газопроводу Майкоп – Самурська – Сочі. Втім, при підготовці до проведення Олімпійських ігор 2014 року вирішили посилити інфраструктуру, з метою подальшої газифікації узбережжя та зниження ризиків аварійного переривання поставок.
Вихідним пунктом для трубопроводу обрали Джубгу, куди на початку 2000-х подали великий ресурс у межах будівництва трубопроводу «Блакитний потік». Газопровід Джубга — Сочі виконаний у діаметрі 530 мм та розрахований на робочий тиск у 9,8 МПа, що забезпечує річну пропускну здатність на рівні 3,8 млрд м3. Перекачування блакитного палива забезпечує компресорна станція «Краснодарська», на якій у 2014-му ввели додаткові потужності.
Враховуючи рельєф місцевості, більшу частину трубопроводу — 160 км із 172 км — виконали у підводному варіанті, проклавши по дну Чорного моря приблизно за 4,5 км від узбережжя на глибинах до 80 метрів. Роботи на офшорній ділянці виконувала румунська компанія GSP, яка залучила трубоукладальні баржі GSP Bigfoot 1 та C Master (іранське судно, яке зазвичай діє в Перській затоці), а також обладнане дистанційно керованими підводними апаратами судно GSP Prince.
Від газопроводу існують виходи на узбережжя в Новомихайлівському, Туапсе та Кудепсті (між Сочі та Адлером).
Головними споживачами протранспортованого блакитного палива мають бути об'єкти електроенергетики — Адлерська ТЕС, Сочінська ТЕС та ТЕЦ Туапсинського НПЗ.